# Jakob Dörr (Politiker, 1884)
Jakob Dörr (* 19. März 1884 in Eppingen; † 12. April 1971 ebenda) war ein deutscher Politiker (CDU). Er war von 1921 bis 1933 Bürgermeister von Knielingen und von 1945 bis 1948 Bürgermeister von Eppingen. 1946 war er Mitglied der Verfassunggebenden Landesversammlung Württemberg-Baden und gehörte von 1946 bis 1952 dem Landtag von Württemberg-Baden an. Von 1946 bis 1961 war er außerdem Mitglied des Rundfunkrats des Süddeutschen Rundfunks.

## Leben
Jakob Dörr Er wurde in Eppingen als Sohn des gleichnamigen Landwirts Jakob Dörr und dessen Ehefrau Elisabeth Dörr, geborene Freym geboren. Er besuchte dort die Volks- und Realschule, bevor er 1901 eine Verwaltungslaufbahn beim Großherzoglichen Bezirksamt Eppingen einschlug. Bis 1921 war er als Innenrevisor in mehreren Bezirksämtern und beim badischen Innenministerium in Karlsruhe tätig.
Im Jahr 1921 gewann er die Wahl zum Bürgermeister von Knielingen, 1930 wurde er in diesem Amt bestätigt. In seine Knielinger Amtszeit fallen zahlreiche Baumaßnahmen zur Verbesserung der Infrastruktur, darunter Bau von Wasserwerk und Wasserleitung, Erschließung von Bauland für Wohn- und Industriegebiete sowie der Straßenbahnlinie von Karlsruhe nach Knielingen.
Nach Beginn der nationalsozialistischen Herrschaft wurde Dörr 1933 vorzeitig in den Ruhestand versetzt. Er kehrte in seine Heimatstadt Eppingen zurück und war in der Zigarrenfabrik seines Bruders Hermann Dörr tätig.
Im April 1945 wurde er zum Bürgermeister von Eppingen berufen und bekleidete das Amt bis 1948. Er zählte zu den Mitgründern des CDU-Ortsverbands Eppingen. Neben der Wiederaufbauarbeit in Eppingen war er auch überregional tätig. Er war unter den Neugründern des Verbands badischer Gemeinden und wurde zunächst Vorsitzender des Verbandes Nordbaden, später bis 1958 Vorsitzender des vereinigten Verbandes Nord- und Südbaden mit insgesamt 1427 Gemeinden. 1946 gehörte er der Verfassunggebenden Landesversammlung Württemberg-Baden und von 1946 bis 1952 dem Landtag von Württemberg-Baden an. Von 1946 bis 1961 war er außerdem Mitglied des Rundfunkrats des Süddeutschen Rundfunks. Zu seinen weiteren Ämtern zählte ein Sitz im Aufsichtsrat der Badischen Kommunalen Landesbank, ein Mandat im Kreistag Sinsheim, der Vorsitz des Verwaltungsrats der Bezirkssparkasse Eppingen und die Mitgliedschaft in zahlreichen weiteren Gremien des Bundes und des Landes. Er wurde 1952 mit dem Bundesverdienstkreuz am Bande und 1954 mit dem Bundesverdienstkreuz 1. Klasse sowie 1964 mit der Freiherr-vom-Stein-Plakette des Verbandes badischer Gemeinden ausgezeichnet. In Knielingen wurde die Jakob-Dörr-Straße nach ihm benannt.